# Nationalregierung von Karol Majewski

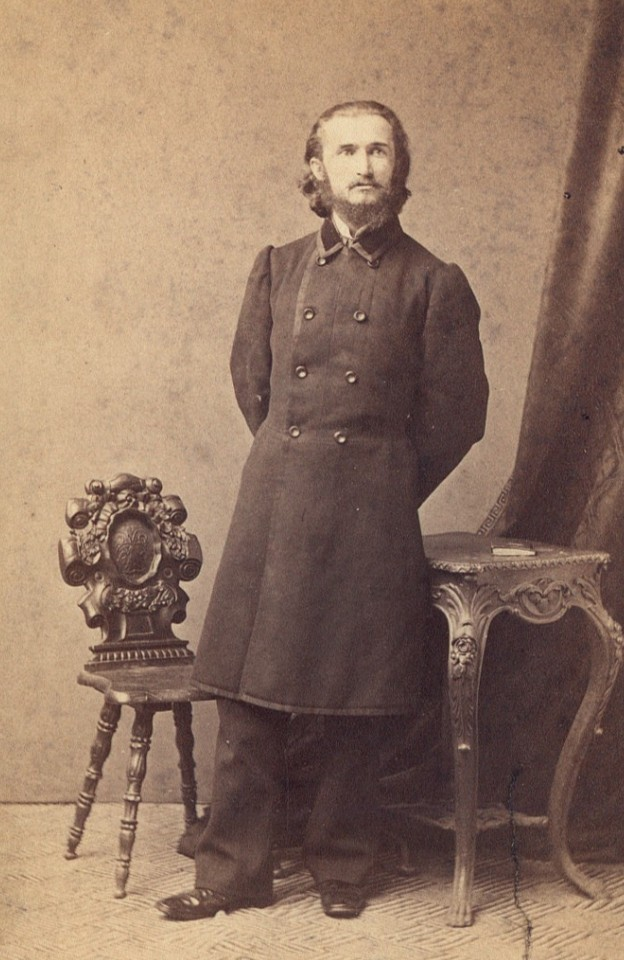
Karol Majewski zur Zeit des Januaraufstandes in Polen um 1863/64 im Alter von 30 Jahren

Die Nationalregierung von Karol Majewski (polnisch Rząd Narodowy Karola Majewskiego) war in der Zeit vom 14. Juni bis 17. September 1863 das Hauptorgan der polnischen Staatsmacht während des Januaraufstandes von 1863/64 in Polen.

## Verlauf

### Bildung der Nationalregierung
Die Nationalregierung von Karol Majewski entstand nach dem Fall der Nationalregierung der so genannten Roten Juristen. Am 14. Juni 1863 übernahm Karol Majewski die Kontrolle über die Staatskasse des „Königreichs Polens“, die sich im dem Russischen Zarenreich einverleibten Kongresspolen befand. Er deponierte die Staatskasse in der Bank von Polen (Bank Polski), übernahm die Siegel, was einer Machtübernahme gleichkam, und bildete eine neue Nationalregierung. Im Lager der Koalitionsregierung verbündeten sich Vertreter der Weißen Partei (Stronnictwo białych) und der Roten Partei (Stronnictwo czerwonych) mit Anhängern von General Ludwik Mierosławski.

### Wirken der Nationalregierung
Die neue Nationalregierung schuf ein Netzwerk zum Aufbau des polnischen Staates im Untergrund. Täglich versammelten sie sich zu einer Sitzung in Warschau. Sie prüften Angelegenheiten bzw. Fragen, die aus den folgenden Abteilungen eintrafen: Abteilung für äußere Angelegenheiten, für die Staatskasse, für „Kriege“, für die Presse, zu Fragen aus dem Ausland und die Abteilung für die Provinzen (später die Polizeiabteilung). Das zentrale Organ für die Koordinierung der Verbreitung von Regierungsschriften war das Staatssekretariat. Die Stadt Warschau war in Abteilungen organisiert, die in Bezirke aufgeteilt waren, welche wiederum in 200 Sektionen aufgeteilt waren. Es wurde eine Nationalpolizei geschaffen, die sich mit der Gegenspionage beschäftigte. Zudem existierte eine Gendarmerie, die die polnische Staatsmacht, die Stadtkasse und die „Kommission zur Überprüfung steuerlicher Angelegenheiten“ abschirmte. Aktiv war auch die Organisation der Frauen, der so genannte Freitag (Piątek), die sich mit der sozialen Fürsorge beschäftigte. Es wurde auch ein Netzwerk von Organisatoren in den Woiwodschaften, in den Kreisen und Bezirken geschaffen, welche den Kriegsabteilungen unterstellt waren und die zwischen der Zivilverwaltung und den militärischen Leitern der Woiwodschaften sowie einzelner Einheiten vermittelten. Ende August verkündete die Regierung das neue Verwaltungsgesetz. Eingeführt wurden fünf Verwaltungsebenen, die mit Beamten besetzt wurden: Dorf, Gemeinde bzw. Pfarrbezirk, Kreis, Bezirk und Woiwodschaft. Die Leiter der Dörfer wurden beauftragt, die Einberufung in Gruppen in der Größe von zehn und hundert Menschen zu organisieren. Es trat die gesamte männliche Bevölkerung an, die fähig war, Waffen zu tragen. Die Grundlage zur Finanzierung des Aufstandes bildete eine Steuer, das so genannte „nationale Opfer“, welche durch die Nationalregierung angeordnet und eingezogen wurde und sich an besitzende polnische Staatsbürger mit festen Einkünften richtete. Im Juli gab es ein fünfprozentiges nationales Darlehen in Höhe von 40 Millionen Złoty. In das Land flossen auch Spenden und Opfergaben aus dem Ausland zugunsten des Januaraufstandes. Mit dem angehäuften Fonds wurde vor allem die Ausrüstung und Verpflegung der aufständischen Einheiten finanziert. Aus dem Ausland wurden etwa 200.000 Gewehre angeschafft. Das Presseorgan der Regierung war die Zeitschrift Niepodległość (deutsch die Unabhängigkeit) mit einer Auflage von 10.000 Exemplaren.

### Fall der Nationalregierung
Im September 1863 kam durch die militärischen Niederlagen allmählich die Aufspaltung der Regierung, die sich durch den Terror der russischen Staatsmacht und wachsender Opposition der „Roten“ noch verschlimmerte. Am 17. September handelte Karol Majewski seinen Rückzug aus der Nationalregierung aus und übergab das Ruder an Franciszek Dobrowolski. Es entstand eine neue Nationalregierung.

## Zusammensetzung der Nationalregierung
- Karol Majewski, Vorsitzender
- Oskar Awejde, Direktor der Abteilung für die Provinzen (ab Juli 1863)
- Marian Karol Dubiecki, Ruthenien-Sekretär
- Władysław Gołemberski
- Józef Grabowski
- Eugeniusz Dębiński-Kaczkowski, Direktor der Kriegsabteilung
- Józef Kajetan Janowski, Direktor der Presseabteilung, Staatssekretär
- Henryk Krajewski, Direktor der Abteilung für äußere Angelegenheiten
- Stanisław Krzemiński
- Stosław Łaguna, Direktor der Abteilung für innere Angelegenheiten (bis Mitte Juli 1863)
- Rafał Krajewski, Direktor der Abteilung für innere Angelegenheiten (ab Mitte Juli 1863)
- Włodzimierz Milowicz
- Adolf Pieńkowski, Direktor der Polizeiabteilung
- Wacław Przybylski, Direktor der Presseabteilung, Litauen-Sekretär
- Dionizy Skarżyński, Direktor der Abteilung für die Staatskasse

## Bibliografie
- Andrzej Biernat, Ireneusz Ihnatowicz: Vademecum do badań nad historią XIX i XX wieku. Wydanie 2 poprawione i uzupełnione. Wydawnictwo Naukowe PWN, Warszawa 2003, ISBN 83-01-14087-9.
- Stefan Kieniewicz, Andrzej Zahorski, Władysław Zajewski: Trzy powstania narodowe. Kościuszkowskie, listopadowe, styczniowe. Książka i Wiedza, Warszawa 1992, ISBN 83-05-12578-5.